# Kostera kropkowana
Kostera kropkowana (Lactophrys bicaudalis) – gatunek morskich ryb rozdymkokształtnych z rodziny kosterowatych i rodzaju Lactophrys.

## Występowanie
Zachodni Atlantyk: Floryda poprzez wyspy Bahama i wybrzeże Brazylii aż po Zatokę Meksykańską. Wschodni Atlantyk: Wyspa Wniebowstąpienia. Przebywa w morskich wodach tropikalnych wokół raf koralowych na głębokości od 3 do 50 m.

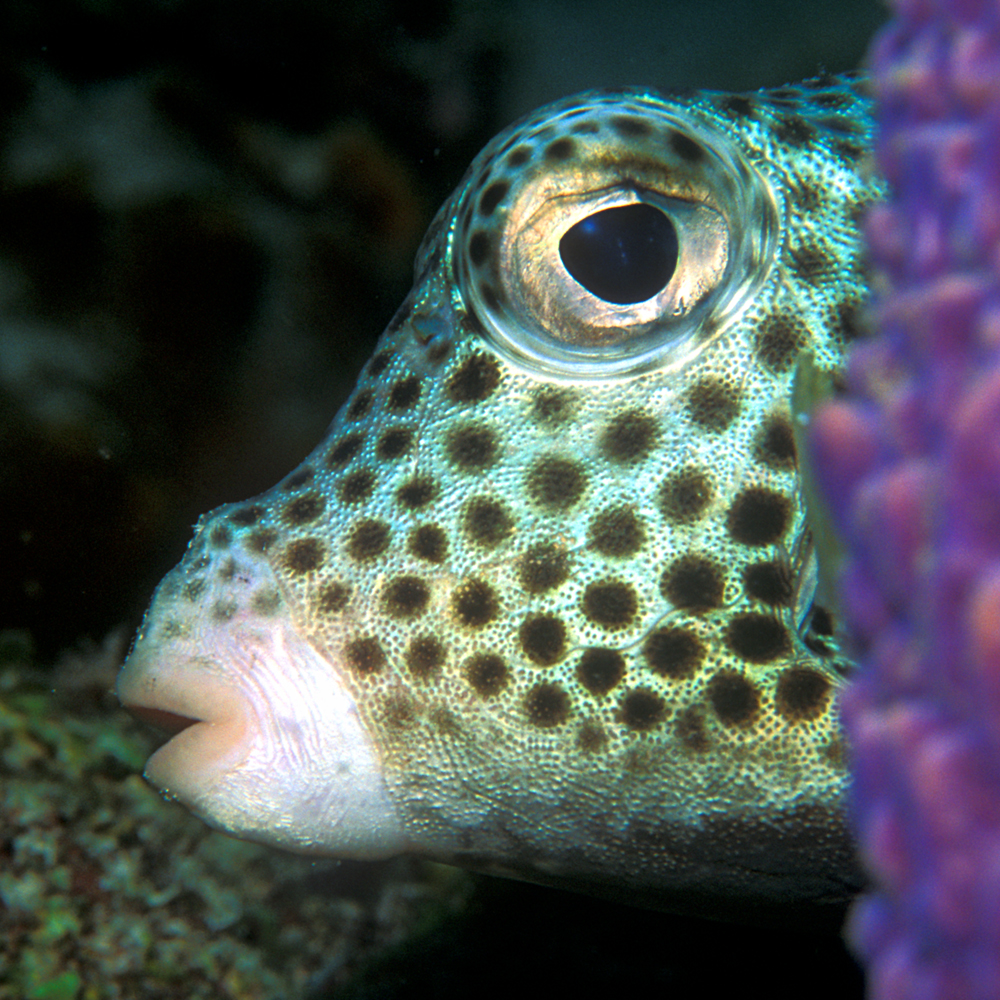
Głowa kostery kropkowanej

## Charakterystyka
Zamiast łusek całe ciało ryby pokryte wielokątnymi płytkami kostnymi przypominającymi karapaks żółwi ze szczelinami na płetwy, oczy i otwór gębowy. Całe ciało, w kolorze od brudno-białego do jasno-ochrowego poprzez odcienie szarości, pokryte jest licznymi ciemnymi plamkami o barwie od ciemnego brązu do czarnego, oprócz miejsca przy otworze gębowym, które jest całe białe i bez kropek.
Samiec dorasta maksymalnie do 48 cm długości, najczęściej jednak dorasta do około 20 cm.

## Zatrucia
Jak wszystkie kosterowate ma gruczoły, które wydzielają silnie toksyczną substancję ostracytoksynę. Lactophrys bicaudalis umieszczona w akwarium ogólnym z innymi rybami, sprawia, że nie są one bezpieczne. Zestresowana pojawianiem się potencjalnego niebezpieczeństwa wydziela do wody toksynę, która powoduje, że inne ryby duszą się, podpływając pod powierzchnię wody, próbują zaczerpnąć świeżego powietrza i umierają. Trucizna długo utrzymuje się w wodzie nawet po usunięciu Lactophrys bicaudalis ze zbiornika. Zatrucia toksynami nie dotyczą jednak tak wytrzymałych gatunków jak mureny, czy dużych ryb z rodziny okoniokształtnych i strzępielowatych, a także niektórych kosterowatych. Prawdopodobnie poławiana jest lokalnie w celach konsumpcyjnych. Oprócz zatrucia ostracytoksyną odnotowano też przypadki zatrucia toksynami o nazwie ciguatera, spowodowane spożyciem mięsa tych ryb. Ze względu na ciekawy kształt i atrakcyjne kolory jest bardzo chętnie nabywana i hodowana przez akwarystów.

## Pożywienie
Ryba wszystkożerna. Żywi się wszelkiego rodzaju bezkręgowcami: małżami, ślimakami, skorupiakami, rozgwiazdami, wężowidłami, strzykwami, żachwami, glonami i trawą morską.